# Сизова Грива
Сизова Грива — посёлок в Камызякском районе Астраханской области России. Входит в состав Новотузуклейского сельсовета. Население 113 человек (2012), из них — 60 % казахи, русские — 36 % (2002).

## География
Сизова Грива расположен в пределах Прикаспийской низменности в южной части Астраханской области, в дельте реки Волги и находится на острове, образованном реками Трехизбинка и Болдушка, на правом берегу Болдушки. Уличная сеть состоит из одного географического объекта: ул. Маяковского.
Абсолютная высота 25 метров ниже уровня моря.
Климат
умеренный, резко континентальный, характеризуется высокими температурами летом и низкими — зимой, малым количеством осадков, а также большими годовыми и летними суточными амплитудами температуры воздуха.

## Население
| 2002 | 2010 | 2011 | 2012 |
| ---- | ---- | ---- | ---- |
| 156  | ↘129 | ↘114 | ↘113 |

Национальный и гендерный состав
По данным Всероссийской переписи в 2010 году, численность населения составляла 129 человек (54 мужчины и 75 женщин, 41,9 и 58,1 %% соответственно).
Согласно результатам переписи 2002 года, в национальной структуре населения казахи
составляли 60 %, русские 36 % от общей численности населения в 154 жителей.
| Национальность | Численность (2010) | Процент |
| -------------- | ------------------ | ------- |
| Казахи         | 79                 | 61,2%   |
| Русские        | 37                 | 28,7%   |
| Азербайджанцы  | 4                  | 3,1%    |
| Не указана     | 9                  | 7%      |
| Всего          | 129                | 100%    |

## Инфраструктура
Основной род занятий — рыболовство, растениеводство.

## Транспорт
Просёлочные дороги. Водный транспорт.